# 始三角龍屬

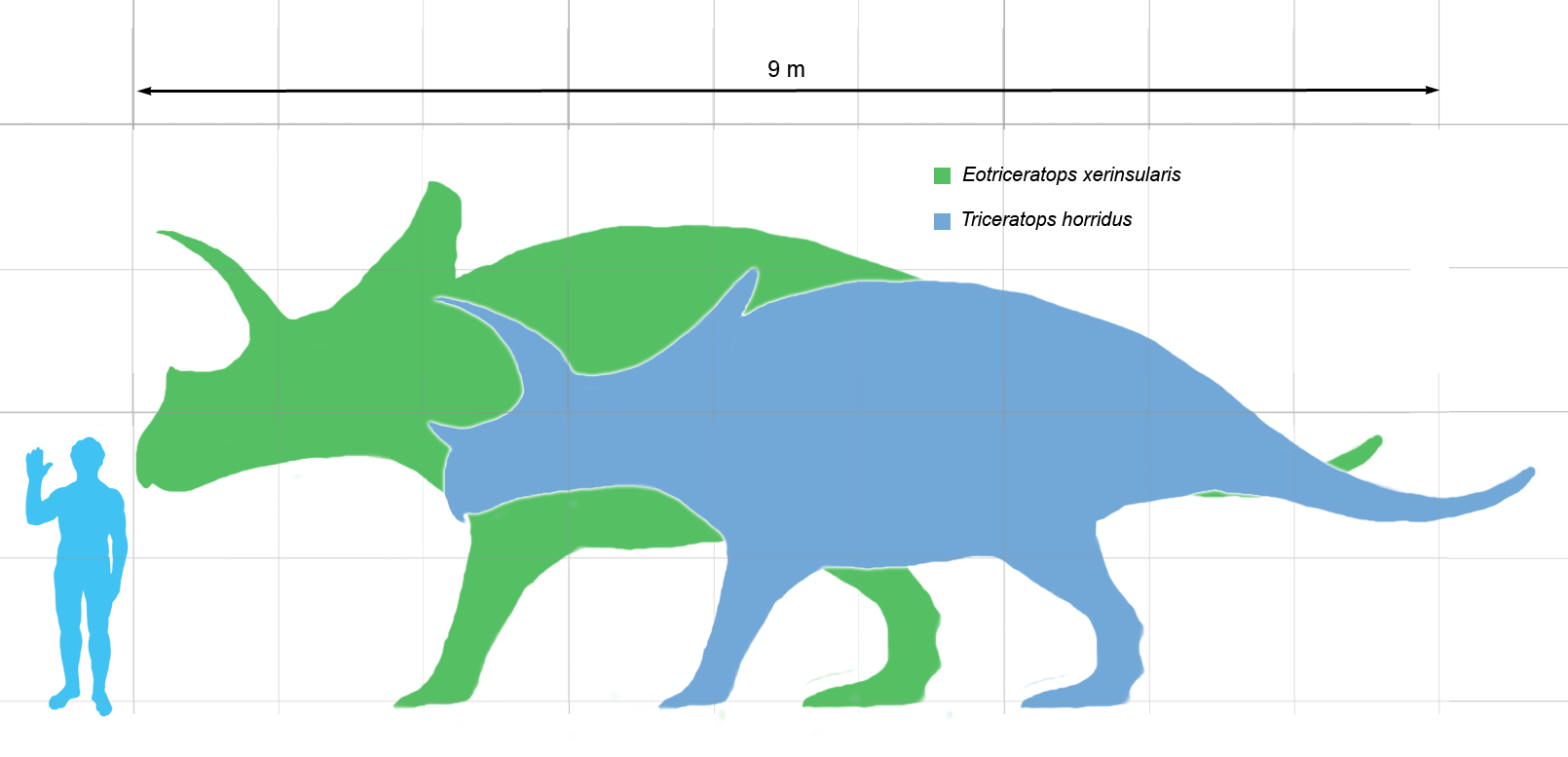
始三角龍(左)、三角龍(右)與人類的體型比較圖

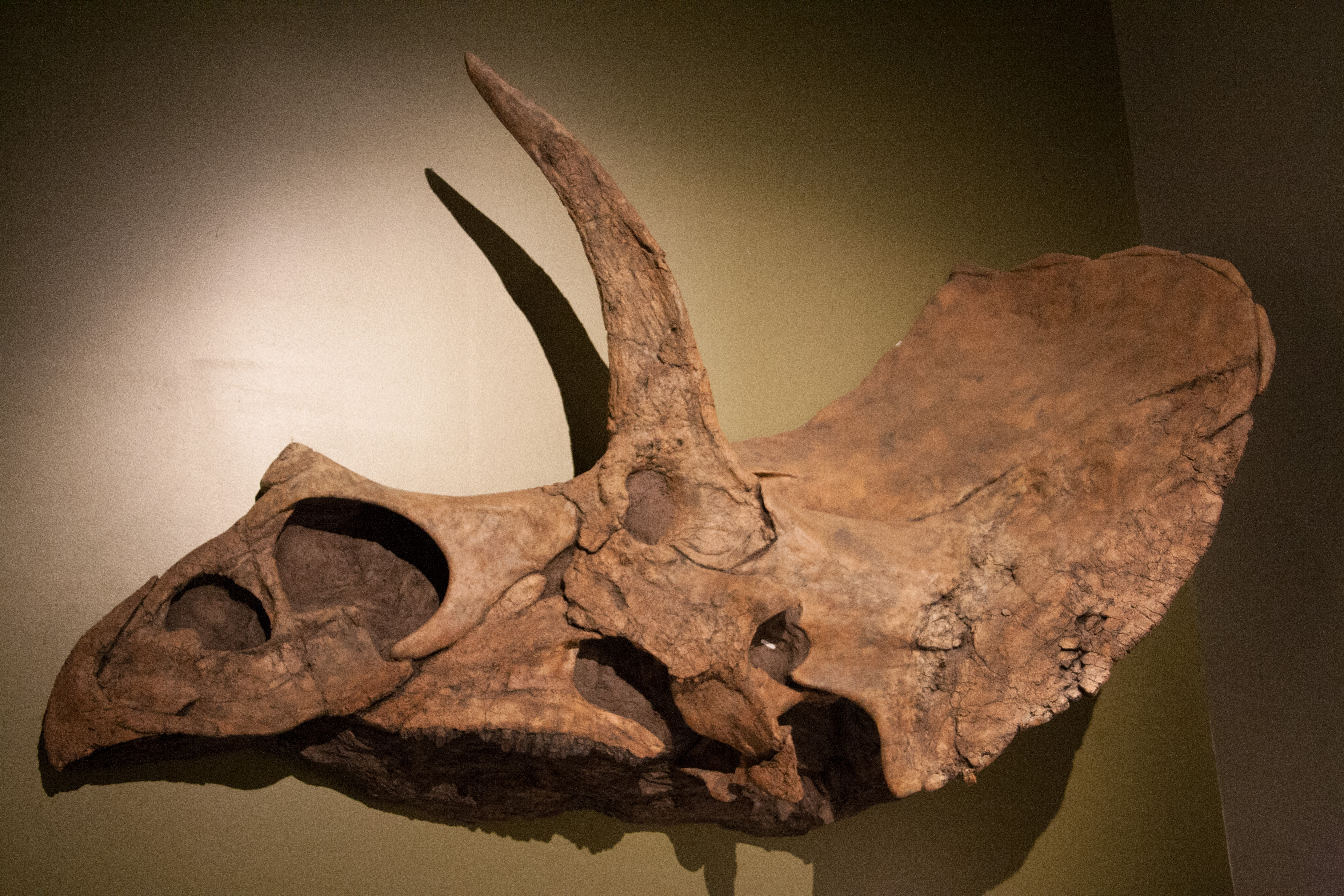
始三角龍的頭顱骨

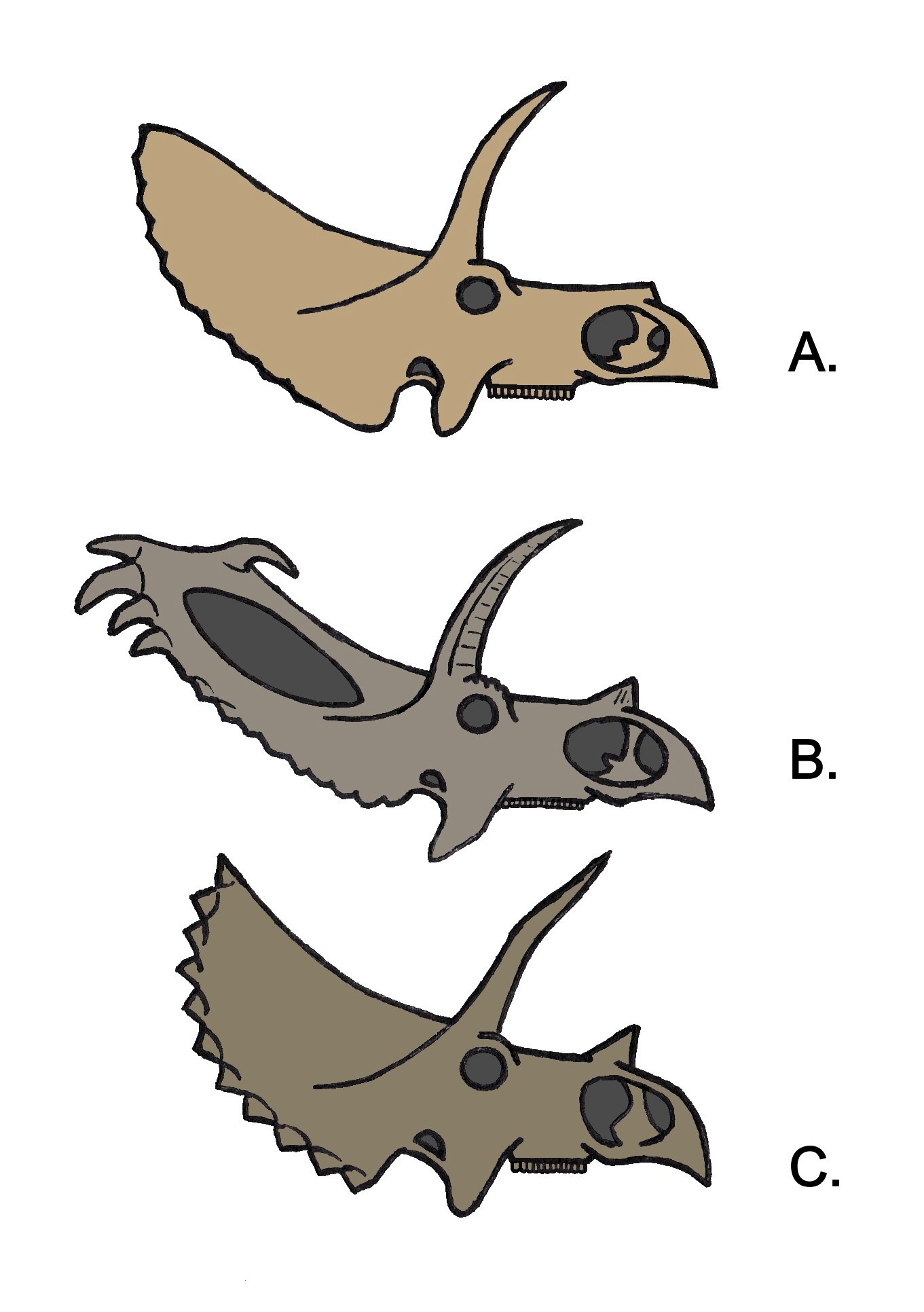
始三角龍(A.)、五角龍(B.)、三角龍(C.)的頭骨比較圖。始三角龍的眼眶、喙狀嘴類似五角龍。始三角龍的額角彎曲程度類似五角龍。始三角龍的頭盾長於三角龍，兩者的頭盾都為實心

始三角龍屬（學名：Eotriceratops）是角龍科恐龍的一屬，生存於上白堊紀時期。牠們的化石是被發現於馬蹄峽谷地層，約6760萬年前。頭骨長度約為3公尺。根據頭骨來推測，其身體可能有12公尺長，另一份保守的估計值則為9公尺；但不管如何，都是角龙科里面体型最大的一个属。
模式種是荒漠始三角龍（E. xerinsularis），是在2007年由吴晓春等人描述及命名，屬名意為「早期的三角龍」。種名意為「乾旱地」，意指化石發現處的乾島水牛跳峡谷省立公園。

## 敘述
始三角龍的化石是一個不完整的身體骨骼、部分頭顱骨，關節呈脫落狀態，發現於加拿大亞伯達省南部的乾島水牛跳峡谷省立公園。根據現有頭顱骨化石，始三角龍具有小型鼻角、大型額角，類似其近親三角龍。至於身體部分，已發現數節頸椎、背椎、數個肋骨。因為化石發現於質地易碎的頁岩層，其中許多化石被嚴重壓碎。與其他開角龍亞科相比，始三角龍的頭顱骨有許多獨特特徵，顴角特別明顯，頸盾緣骨突（Epoccipital）延長、平坦，類似牛角龍。前上頜骨、鼻骨的接觸面有明顯的垂直隆脊，這是最獨特的特徵，其他近親並沒有這個特徵。某些三角龍化石具有類似的垂直隆脊，但並沒有那麼明顯。眼睛上方的額角向前彎曲，長約80公分。這個化石的左側額角基部，有個疑似咬痕的痕跡。